# USS Crowninshield (DD-134)
USS Crowninshield (DD–134) là một tàu khu trục thuộc lớp Wickes được Hải quân Hoa Kỳ chế tạo trong giai đoạn Chiến tranh Thế giới thứ nhất. Nó được chuyển cho Hải quân Hoàng Gia Anh Quốc theo Thỏa thuận đổi tàu khu trục lấy căn cứ vào năm 1940 và đổi tên thành HMS Chelsea (I35); được chuyển trong một thời gian cho Hải quân Hoàng gia Canada; rồi chuyển cho Hải quân Liên Xô và đổi tên thành Derzkiy (tiếng Nga: Дерзкий); được Liên Xô hoàn trả cho Anh và tháo dỡ vào năm 1949. Nó là chiếc tàu chiến duy nhất của Hải quân Hoa Kỳ được đặt tên theo Benjamin Williams Crowninshield (1772–1851), Bộ trưởng Hải quân Hoa Kỳ.

## Thiết kế và chế tạo
Crowninshield được đặt lườn vào ngày 5 tháng 11 năm 1918 tại xưởng tàu của hãng Bath Iron Works ở Bath, Maine. Nó được hạ thủy vào ngày 24 tháng 7 năm 1919, được đỡ đầu bởi cô Emily Crowninshield Davis cháu năm đời của B. W. Crowninshield, và được đưa ra hoạt động vào ngày 6 tháng 8 năm 1919 dưới quyền chỉ huy của Hạm trưởng, Thiếu tá Hải quân R. E. Sampson.

## Lịch sử hoạt động
Trình diện để phục vụ cùng Hạm đội Đại Tây Dương, Crowninshield hoạt động dọc theo bờ biển Đại Tây Dương và vùng biển Caribe, tham gia cuộc tập trung hạm đội để tập trận vào năm 1921 tại vùng kênh đào Panama và vùng biển Cuba. Trong cuộc tập trận, nó đã đưa Bộ trưởng Hải quân Hoa Kỳ Josephus Daniels từ Key West, Florida đến vịnh Guantánamo để thị sát cuộc cơ động. Từ ngày 14 tháng 11 năm 1921, Crowninshield hoạt động với 50% biên chế cho đến khi được cho xuất biên chế và đưa về lực lượng dự bị tại Philadelphia vào ngày 7 tháng 7 năm 1922.
Được cho nhập biên chế trở lại vào ngày 12 tháng 5 năm 1930, Crowninshield đi đến San Diego vào ngày 4 tháng 4 năm 1931 để gia nhập Lực lượng Chiến trận. Nó tham gia các cuộc tập trận hạm đội và thực hành dọc theo bờ Tây Hoa Kỳ, vùng biển Hawaii và biển Caribe; thực hiện các chuyến đi thực tập đến các cảng Canada và Alaska cho nhân sự của Hải quân Dự bị Hoa Kỳ; và trải qua giai đoạn từ ngày 15 tháng 7 đến ngày 17 tháng 12 năm 1934 trong lực lượng Dự bị Luân phiên. Nó đã có mặt tại San Diego từ ngày 30 tháng 10 đến ngày 2 tháng 11 năm 1935, nhân dịp Duyệt binh Tổng thống Hạm đội, cùng tham gia lễ khánh thành cầu qua vịnh Oakland - San Francisco vào tháng 11 năm 1936. Crowninshield lại được cho xuất biên chế tại San Diego vào ngày 8 tháng 4 năm 1937.
Được cho nhập biên chế trở lại vào ngày 30 tháng 9 năm 1939, Crowninshield khởi hành từ Xưởng hải quân Mare Island vào ngày 25 tháng 11, và đi đến vịnh Guantánamo, Cuba vào ngày 10 tháng 12 để làm nhiệm vụ Tuần tra Trung lập tại vùng biển Caribe và vịnh Mexico. Vào ngày 9 tháng 9 năm 1940, nó được cho xuất biên chế tại Halifax, Nova Scotia và được chuyển giao cho Anh Quốc theo Thỏa thận đổi tàu khu trục lấy căn cứ. Nó nhập biên chế cùng Hải quân Hoàng gia Anh như là chiếc HMS Chelsea cùng ngày hôm đó.
Chelsea đi đến Devonport, Anh, vào ngày 28 tháng 9 năm 1940; rồi được phân về Đội hộ tống 6 thuộc Bộ chỉ huy Tiếp cận phía Tây đặt căn cứ tại Liverpool, làm nhiệm vụ hộ tống các đoàn tàu vận tải vượt Đại Tây Dương chống các cuộc tấn công của tàu ngầm U-boat Đức cũng như các cuộc không kích. Vào ngày 6 tháng 4 năm 1941, nó vớt 29 người sống sót từ chiếc SS Olga S. vốn bị đánh chìm bởi không kích của đối phương. Chelsea được cải biến tối ưu cho nhiệm vụ hộ tống tàu buôn bằng cách tháo dỡ ba trong số các khẩu pháo 4 in (100 mm)/50 caliber và một trong số các dàn ống phóng ngư lôi ba nòng để giảm bớt trọng lượng bên trên, lấy chỗ chứa thêm mìn sâu và trang bị một dàn hedgehog (súng cối chống tàu ngầm).
Chelsea tham gia cùng chiếc tàu corvette Arbutus vào ngày 5 tháng 2 năm 1942 trong việc săn đuổi một tàu ngầm đối phương bị đoàn tàu vận tải phát hiện. Hai giờ sau, Arbutus trúng phải ngư lôi phóng từ tàu ngầm U-136. Chelsea đã nổ súng nhắm vào tàu ngầm nổi trên mặt nước, rồi thực hiện ba lượt tấn công bằng mìn sâu sau khi đối thủ lặn xuống, nhưng bị mất dấu đối phương, nên nó quay trở lại để vớt những người sống sót của chiếc Arbutus.
Đến tháng 11 năm 1942, Chelsea được chuyển cho Hải quân Hoàng gia Canada mượn, và cho đến cuối năm 1943 đã hoạt động tại khu vực Trung tâm và Tây Đại Tây Dương, hộ tống các đoàn tàu vận tải đi và đến từ Anh Quốc. Nó quay trở lại Derry, Bắc Ireland vào ngày 26 tháng 12 năm 1943, và đến đầu năm 1944 được đưa về lực lượng dự bị tại Tyne. Vào ngày 16 tháng 7 năm 1944, nó được chuyển cho Liên Xô và đổi tên thành Derzkiy (tiếng Nga: Дерзкий).
Derzkiy được hoàn trả cho Anh vào ngày 23 tháng 6 năm 1949, và được tháo dỡ sau đó.